# Jómá
A Jómá, azaz A Nap (= az engesztelés napja)(arámiul יומא, héberül היום Hajjóm) a Misna, a Tószefta, a Jeruzsálemi Talmud és a Babiloni Talmud Móéd (Ünnepek) rendjének 5. (4.) traktátusa, mely a főpap engesztelésnapi kötelezettségeit tárgyalja.
A Misna és a Tószefta korai kézirataiban neve Jóm hakkippurim (Az engesztelés napja), vagy röviden csak Kippurim; a Babiloni Talmudban Jómá vagy Széder Jómá (A Nap rendje). Kezdőszavai: Siv'at jámím qódem ləjóm hakkippúrim (Hét nappal az Engesztelés Napja előtt).
A Misnában található változat nem tartalmaz különösebb vitákat, Toszeftája azonban jelentősen eltér, a Misna nélkül önállóan nem érthető. Több szó szerinti egyezés is található benne a Támiddal. A traktátus több hagyományt is tartalmaz, köztük a Második Templom lerombolása előtti időkből származót is.

## A fejezetek címe és tartalma
A traktátus (masszechet) 8 fejezetből (pereq) áll, a fejezetek szintén misnának nevezett alszakaszokra oszlanak (a számuk zárójelben). A modern hivatkozás a fejezet- és misnaszámmal (pl. Jómá 2,4) történik, a klasszikus judaizmusban a szakaszok kezdőszavaival.
Első hét fejezete a főpap Engesztelés napi kötelezettségeit és templomi szolgálatát tárgyalja, a 8. a böjtről szól
1. Sivat jámím qódem... (Hét nappal előtte...) (8):
2. Bárisóná... (Legelőször...) (8):
3. (Ámar láhem haməmunne:) Cəú úrəú... (Menjünk ki és nézzük meg...) (12):
4. Táraf bəqalpáj... (Szétszakította ...-jánál fogva...) (6):
5. Hócíú ló et hakkaf ... (Kivitték neki ...) (6):
6. Sné szəíré... (Két kos...) (8):
7. Bá ló kóhén gádól... (Odament a főpap...) (5):
8. Jóm hakippúrim ászúr... (Az engesztelés napján tiltva van neki...) (7):

Stílusa letisztult, egyszerű és feszes.